# Marcel Brion
Pour les articles homonymes, voir Brion.
Marcel Brion, né le 21 novembre 1895 à Marseille et mort le 23 octobre 1984 à Paris 7e, est un romancier, essayiste, critique littéraire et historien de l'art français. Spécialiste de la Renaissance italienne et de l'Allemagne romantique, il est élu à l'Académie française en 1964.

## Biographie
Fils de l'avocat marseillais Raoul Brion (1870-1957), Marcel Brion a pour condisciples, dans sa classe de sixième du lycée Thiers de Marseille, Marcel Pagnol et Albert Cohen,,. Après avoir achevé ses études secondaires au collège Champittet, en Suisse, il suit des études de droit à la faculté d'Aix-en-Provence. Avocat au barreau de Marseille entre 1920 et 1924, il abandonne très tôt sa carrière de juriste pour se tourner vers la littérature.
Issu d'une famille d'origine provençale et irlandaise, son nom « Brion » est une francisation de « O'Brion ».
Collaborateur régulier pour la Revue des deux Mondes et Les Nouvelles littéraires, Marcel Brion dirige pendant vingt ans la rubrique « Littérature étrangère » du quotidien Le Monde. Il contribue à faire connaître au public français des auteurs tels que Rainer Maria Rilke, James Joyce ou encore Dino Buzzati. À cet égard, Marcel Schneider aura ce commentaire :
« Marcel Brion, c'était l'Europe avant la lettre. Il connaissait sept des langues principales parlées en Occident, et il les connaissait en découvreur de talents. Il a su choisir et il ne s'est pas trompé » (Le Figaro, 1er juillet 1994).
En 1964, il est élu à l'Académie française au fauteuil de Jean-Louis Vaudoyer dont il était un ami proche.
Il meurt le 23 octobre 1984, à son domicile 32, rue du Bac à Paris, où il vécut près de quarante ans et écrivit la plus grande partie de son œuvre. Marcel Brion laisse près de cent ouvrages. Il est enterré au cimetière des Longs Réages à Meudon.
Son épouse Liliane Brion-Guerry fut directrice du département esthétique au CNRS. Son fils, Patrick Brion, critique et historien du cinéma, est la « voix » du Cinéma de minuit de France 3. Sa fille, Agnès Brion, s'efforce de poursuivre l'œuvre de son père en assurant les rééditions des ouvrages de Marcel Brion et en publiant des œuvres inédites

## Distinctions et prix littéraires
- Officier de la Légion d'honneur[Quand ?]
- Grand officier de l'ordre national du Mérite
- Croix de guerre 1914–1918
- Officier de l'ordre des Arts et des Lettres

Parmi les nombreux prix littéraires décernés à Marcel Brion :
- Prix Jules-Davaine de l'Académie française pour Pierre Puget (1931)
- Prix d’Académie de l'Académie française pour Théodoric, roi des Ostrogoths (1936)
- Prix Montyon de l'Académie française pour La résurrection des Villes Mortes (1938)
- Prix d’Académie de l'Académie française pour Savonarole (1948)
- Grand prix de littérature de l'Académie française pour l'ensemble de son œuvre (1953).
- Prix Prince Pierre de Monaco pour l'ensemble de son œuvre (1956).
- Grand Prix national des Lettres (1979).

## Œuvre

### Essais
À travers son activité d'historien de l'art, Marcel Brion s'est intéressé avant tout aux différents aspects de la civilisation européenne : la musique, avec en particulier son Mozart, la peinture, la sculpture, les icônes. Cette multiplicité des thèmes et des cultures lui vaut d'être aujourd'hui traduit en Allemagne, en Espagne, au Portugal, en Italie et en Russie, pays dont l'héritage lui a inspiré des articles et des livres qu'il considérait lui-même comme autant de « voyages » dans un sens presque initiatique, de ces voyages dont il écrit, dans son essai sur Novalis : « La durée du voyage ignore toutes les limites que le temps met à l'activité de l'homme ».
Il s'est illustré avec une série d'ouvrages sur l'art de la Renaissance italienne : Giotto (1928), Botticelli (1932), Michel-Ange (1939) ou Léonard de Vinci (1952).
En tant qu'historien, il aborde dans ses biographies des personnages aussi divers que Frédéric II du Saint-Empire (Frédéric II de Hohenstaufen, 1948), Laurent le Magnifique (1937), Machiavel (1948), Las Casas (1928) ou Rudyard Kipling (1929).
Toutefois, l'autre grand versant de son travail de critique et d'historien concerne l'Allemagne et le romantisme, avec les quatre volumes de son Allemagne romantique, où il analyse notamment l'œuvre de Heinrich von Kleist, Brentano, Hoffmann, Eichendorff, Hölderlin, Schiller et Achim von Arnim ; ses ouvrages sur Goethe ou sur Robert Schumann et l'âme romantique ; de même, sa synthèse sur le fantastique (Art fantastique, 1961). Enfin, à partir des années 1950, Marcel Brion consacre plusieurs textes à la peinture contemporaine : Art abstrait (1956), Braque (1963).
Un recueil posthume, publié en 1994 aux éditions José Corti, Les Labyrinthes du temps : Rencontres et choix d'un Européen, rassemble des articles de Marcel Brion sur Huysmans, James Joyce, Hofmannsthal, Thomas Mann, Robert Walser, Hermann Hesse et d'autres auteurs.

### Œuvres de fiction
« La substance du rêve est la conscience d'un manque », écrit Marcel Brion dans le roman Algues (1976). Dans une ambiance incertaine de « passage », de « traversée », où se mêlent l'errance et le doute, la nostalgie et l'envoûtement, l'œuvre de fiction, inaugurée dès 1929 par Le Caprice espagnol, culmine avec des romans comme Château d'ombres (1943), L'Enchanteur (1965), La Fête de la tour des Âmes (1974) ou le recueil de nouvelles Les Escales de la haute nuit (1942). Au milieu d'un univers où les frontières tendent à se dissoudre entre le réel et l'imaginaire, l'auteur laisse surgir, comme malgré lui, des personnages mystérieux, tragiques, tel le « Maréchal de la Peur », qui donnent au lecteur la sensation de pénétrer dans un clair-obscur à la fois fantasmatique et étrangement familier. Ces thèmes du songe, de la magie, du hasard, de l'inconnu, se retrouvent dans chacun de ses romans ou nouvelles.
Nombre de ces textes sont aujourd'hui disponibles, réédités chez leur éditeur d'origine ou publiés en édition de poche.

## Choix bibliographique

### Arts et littérature
- Giotto, Rieder, 1928
- Turner, Rieder, 1929
- Botticelli, Crès, 1932
- Bosch, 1938
- Klee, Somogy, 1955
- Kandinsky, Somogy, 1960
- L'Œuvre de Balzac, 16 volumes, Classiques-CFL, 1950-1953
- Fabrizio Clerici, Milan, Electra Editrice, 1955
- L'Allemagne romantique, 4 vol., Albin Michel :
  - I. - Kleist, Brentano, Wackenroder, Tieck, Caroline von Günderode, 1962
  - II. - Novalis, Hoffmann, Jean-Paul, Eichendorff, 1963
  - III. - Le Voyage initiatique - 1, 1977 ;  (ISBN 978-2-226-00403-1). Table : Le Voyage initiatique, Thème ; Variations ; Pressentiment et Présence de Joseph von Eichendorff ; La Loge invisible de Jean-Paul ; Les Voyages de Franz Sternbald de Ludwig Tieck ; Heinrich von Ofterdingen de Novalis ; Le Voyage en Orient de Hermann Hesse
  - IV. - Le Voyage initiatique - 2, 1978
- Venise, Albin Michel 1962
- L'Art romantique, Hachette, 1963
- L'Âge d'or de la peinture hollandaise, Elsevier, 1964
- L'Œil, l'esprit et la main du peintre, Plon, 1966
- Peinture romantique, Albin Michel, 1967
- La Grande Aventure de la peinture religieuse, Perrin, 1968
- Rembrandt, Albin Michel, 1969
- Titien, Somogy, 1971
- Guardi, Henri Scrépel, 1976
- Goethe, Albin Michel, 1982
- Schumann et l'âme romantique, Albin Michel, 1954
- Raymond Biaussat, Imprimerie Arts graphiques d'Aquitaine, 1986.
- Paul Cézanne, Bordas, 1988
- Art fantastique, Albin Michel 1989
- Michel-Ange, Albin Michel, 1995
- Léonard de Vinci, Albin Michel, 1995
- Mozart, Le Livre Contemporain Amiot Dumont, 1955, Perrin, 1982
- Le Théâtre des esprits, préface d'Agnès Brion et note liminaire de Patrick Brion, La tour verte, 2011

### Biographies
- Bartolomé de Las Casas, Père des Indiens, Plon, 1928
- La Vie d'Attila, Gallimard, 1928
- Rudyard Kipling, Éditions de la Nouvelle Revue critique, 1929
- La vie d'Alaric, Gallimard, 1930
- Théodoric, roi des Ostrogoths, Payot, 1935 ; 1979
- Frédégonde et Brunehaut, Les éditions de France, 1935
- La reine Jeanne, (Jeanne Ire de Naples) Société des Bibliophiles de Provence, 1936; 1944 (Robert Laffont)
- Laurent le Magnifique, Albin Michel, 1937
- Blanche de Castille, Les éditions de France, 1939
- Machiavel, Albin Michel, 1948
- Frédéric II de Hohenstaufen, Tallandier, 1948
- Le Pape et le Prince - Les Borgia, Hachette, 1953
- Tamerlan, Albin Michel, 1963
- Charles le Téméraire, grand-duc d'Occident, Hachette, 1947. Réédition : Tallandier, 2006, [compte rendu en ligne].
- Les Amantes courts essais sur Diotima - Alcoforado - Frédérique Brion - Charlotte Stieglitz et Louise Labé, Albin Michel, 1941
- Bernard Vigneron, Henri Bosco et Marcel Brion, approches, les Editions du Panthéon, Paris, 2023.

### Histoire
- Les Mondes antiques, Arthème Fayard, 1954 ; Tallandier, 1977. 9 volumes : L'Égypte (1 et 2), L'Orient (3), Les Hébreux (4), La Grèce (5 et 6), Rome (7 à 9)

### Romans et nouvelles
- Le Caprice espagnol (Gallimard nrf, 1929)
- La Folie Céladon (Éditions Correa, 1935, Albin Michel 1963, et livre de Poche, 1989)
- Les Escales de la haute nuit, nouvelles, (Laffont, 1942 et 1966, réédition bibliothèque Marabout, 1971, puis Albin Michel, 1986)[6]
- Un enfant de la terre et du ciel (Albin Michel, 1943)
- Château d'ombre (Luf, 1943, puis Albin Michel, 1960)[7]
- L’Enchanteur (Luf, 1947)
- La Chanson de l'Oiseau étranger (Albin Michel, 1958)
- La Ville de sable, (Albin Michel, 1959)
- La Rose de cire (Albin MIchel, 1964)
- De l'autre côté de la forêt (Albin Michel, 1966)
- Les Miroirs et les gouffres (Albin Michel, 1968)
- L’Ombre d’un arbre mort (Albin Michel, 1970)
- Nous avons traversé la montagne (Albin Michel, 1972)
- La Fête de la tour des âmes (Albin Michel, 1974)
- Algues - fragment d'un journal intime (Albin Michel, 1976)
- Les Vaines Montagnes (Albin Michel, 1985)
- Le Journal d’un visiteur (Albin Michel, 1980)
- Villa des hasards (Albin Michel, 1984)
- Ivre d’un rêve héroïque et brutal (de Fallois, 2014)